# Circus Zandvoort
Circus Zandvoort, ook bekend als het Circus Theater, is een amusementscomplex in het centrum van de Noord-Hollandse badplaats Zandvoort. Het gebouw doet dienst als bioscoop en arcadehal, en huisvestte voorheen ook een casino.
Het karakteristieke postmoderne gebouw werd in 1985 ontworpen door Sjoerd Soeters en heeft ingangen aan zowel het Gasthuisplein als de Kerkstraat.

## Geschiedenis
Het huidige complex staat op de locatie van het voormalige hotel-restaurant Zomerlust. Al vanaf de jaren 1940 exploiteerde de familie Heino amusementsvoorzieningen in Zandvoort. Oprichter Heino sr. begon tijdens de Tweede Wereldoorlog met het plaatsen van speelautomaten in cafés, en richtte na de oorlog het bedrijf Play-In op.
In de feestzaal van Zomerlust werden onder meer speelautomaten geëxploiteerd die oorspronkelijk van het Amerikaanse leger afkomstig waren. Aanvankelijk waren deze automaten alleen in de zomermaanden aanwezig, maar vanaf het eind van de jaren 1950 bleef de speelhal het hele jaar door geopend.
In 1985 ontwierp Sjoerd Soeters een nieuw amusementscomplex in postmoderne stijl voor deze locatie. Om ruimte te maken voor de nieuwbouw werd Zomerlust gesloopt. De bouw begon in 1986 en werd uitgevoerd door Aannemingsmaatschappij P. Bot & Zoon. Het constructieve ontwerp werd begeleid door Bouwadvies Strackee en Ingenieursburo Grabowsky & Poort. In 1991 werd het complex opgeleverd en officieel geopend. In 1994 opende ook een filmzaal in het complex, deze bioscoop opereerde onder de naam Circus Cinema. De zaal beschikte over 88 stoelen.

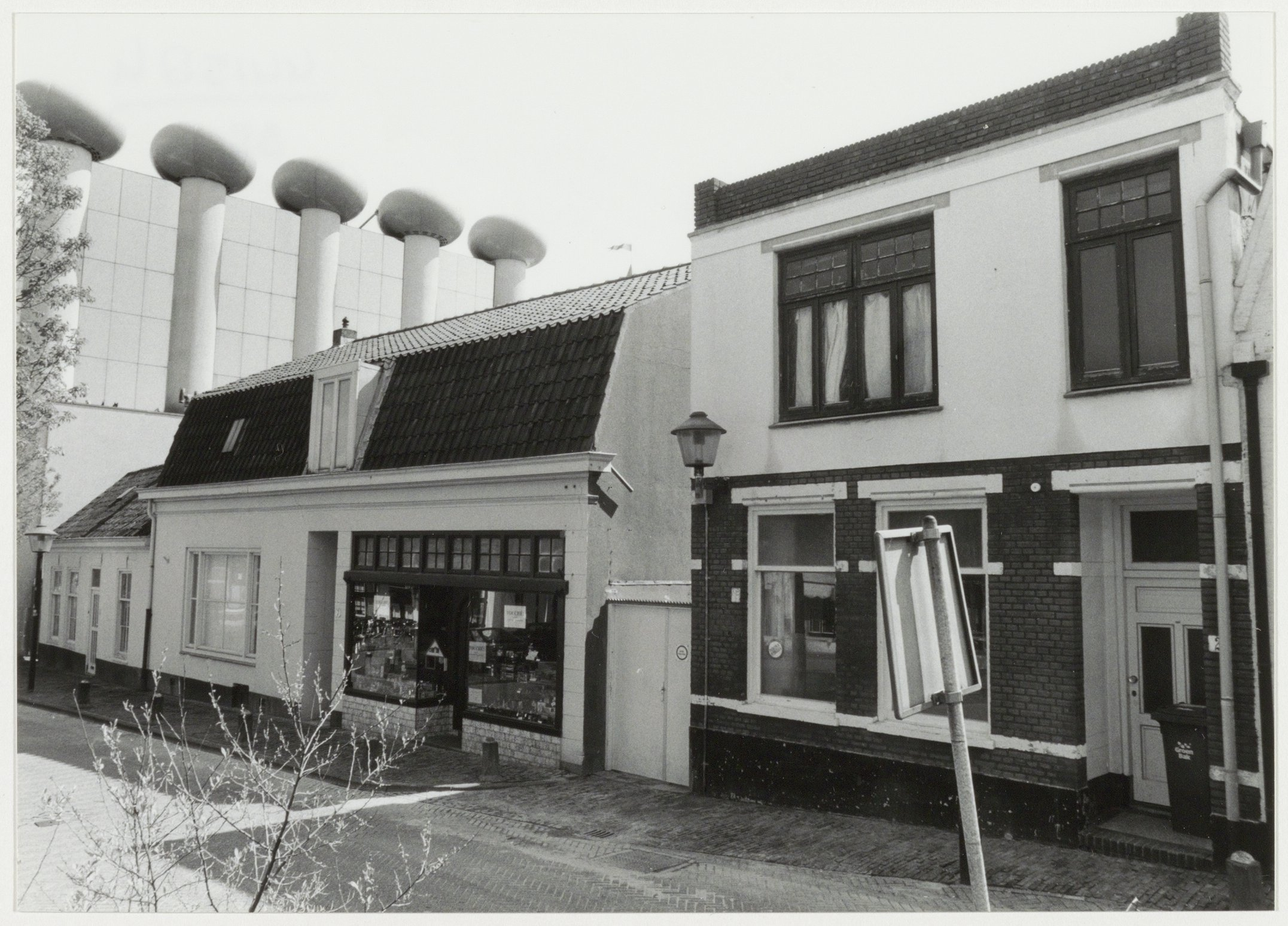
De door Leo Heino aangekochte panden aan het Gasthuisplein ter uitbreiding van het Circus Zandvoort (ca. 1997)

Omstreeks 1997 werden verschillende panden aan het Gasthuisplein door Leo Heino aangekocht ter uitbreiding van het amusementscentrum.
In 2017 moest de bioscoop sluiten vanwege tegenvallende bezoekersaantallen en hoge exploitatiekosten. Daarna werd de zaal incidenteel gebruikt door Filmclub Zandvoort, die er filmavonden organiseerde voor minderbedeelden. De verhoging van de kansspelbelasting naar bijna 38% maakte bovendien een rendabele exploitatie van het gehele amusementscomplex steeds moeilijker.
In november 2024 werd bekend dat eigenaar Bas Heino het complex had verkocht aan Gamestate en vastgoedbelegger Payam Partovi. Per april 2025 werd Gamestate de nieuwe exploitant. Met een oppervlakte van 2.000 m² werd dit de grootste vestiging van het bedrijf en tevens de eerste met een bioscoop. Na een verbouwing werd het complex in juli 2025 heropend voor het zomerseizoen. Daarbij werd ook de filmzaal opnieuw in gebruik genomen, op dat moment de enige bioscoop in Zandvoort.

## Varia
In september 2024 werd Circus Zandvoort door het YouTube-kanaal Weet je dat ook weer uitgeroepen tot het lelijkste gebouw van Nederland, met 28,8 % van de stemmen. Sommige Zandvoorters bleken het spuuglelijk te vinden, terwijl anderen volhielden dat het gebouw zo vertrouwd is dat het er gewoon bij hoort.